# Beaumont-Village
Beaumont-Village ist eine französische Gemeinde im Département Indre-et-Loire in der Region Centre-Val de Loire. Sie gehört zum Arrondissement Loches und zum Kanton Loches. 

## Geographie
Das Gemeindegebiet wird vom Flüsschen Olivet durchquert und grenzt im Nordwesten an Genillé, im Nordosten an Orbigny, im Südosten an Villeloin-Coulangé, im Süden an Montrésor und im Südwesten an Chemillé-sur-Indrois.

## Bevölkerungsentwicklung
| Jahr      | 1962 | 1968 | 1975 | 1982 | 1990 | 1999 | 2008 | 2017 |
| --------- | ---- | ---- | ---- | ---- | ---- | ---- | ---- | ---- |
| Einwohner | 402  | 380  | 304  | 261  | 242  | 242  | 252  | 259  |

## Sehenswürdigkeiten

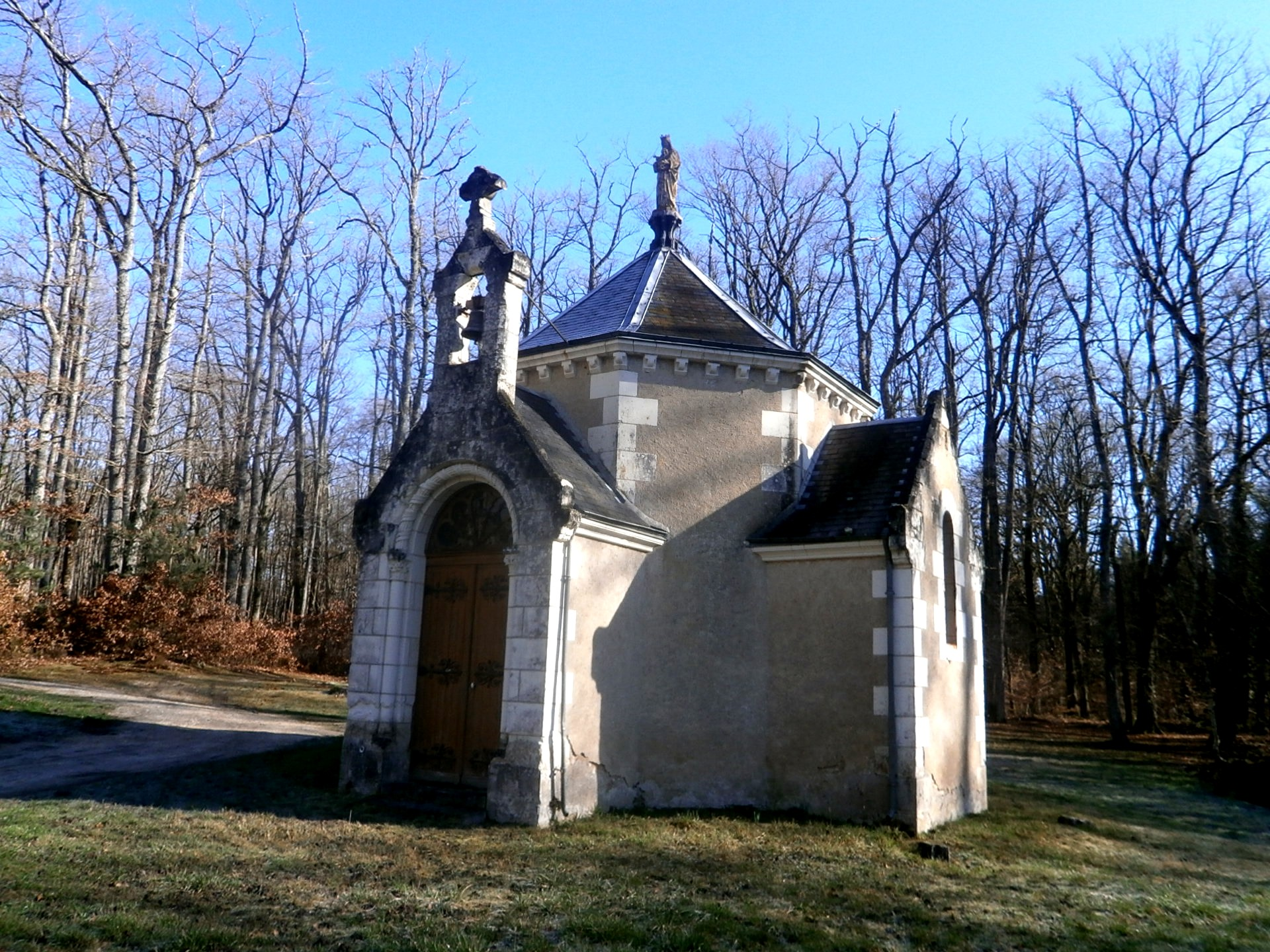
Kapelle Notre-Dame-du-Chêne
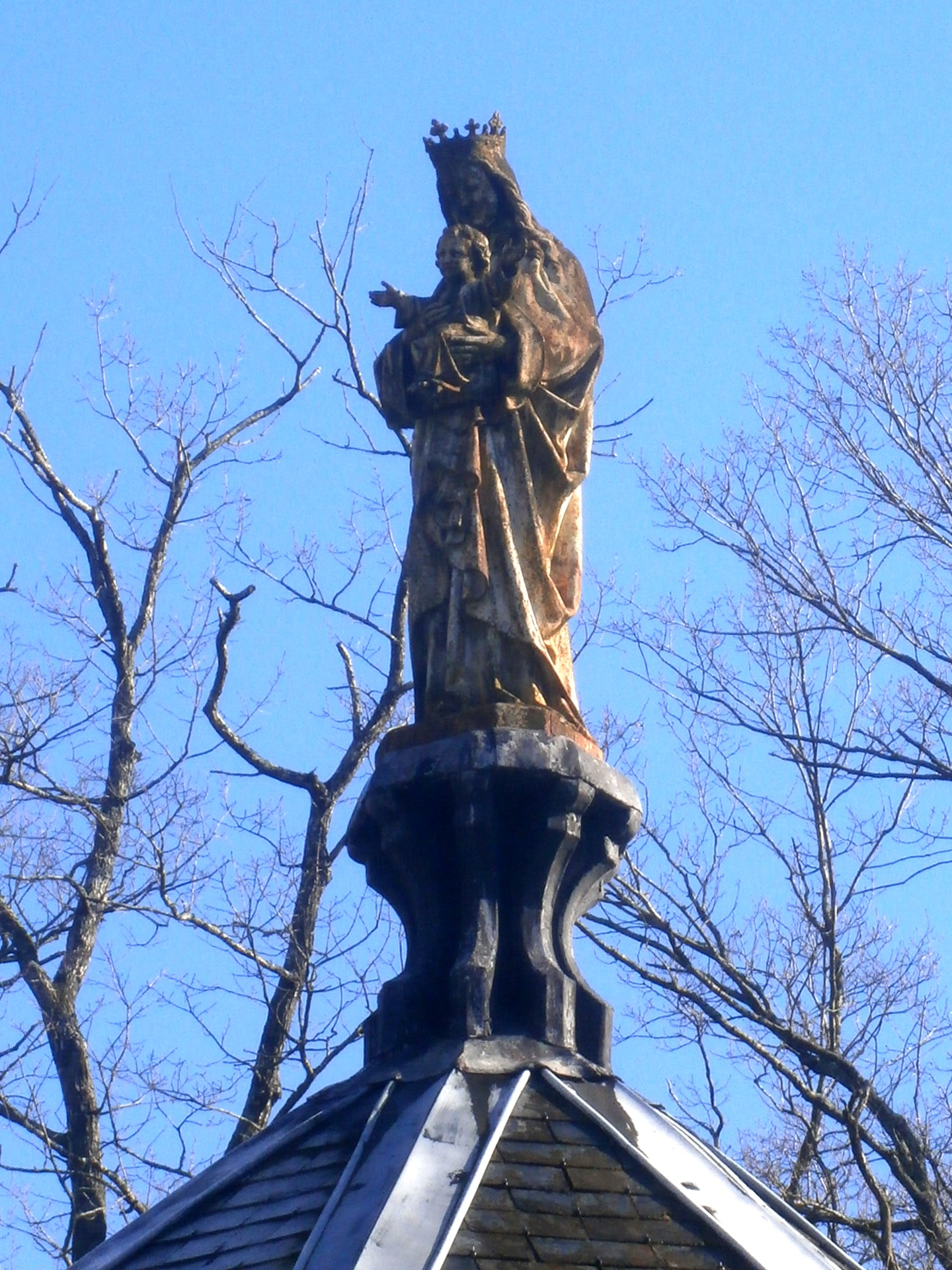
Statue auf der Kapelle

- Kapelle Notre-Dame-du-Chêne
- Statue auf der Kapelle